# Sainte-Famille-de-l'Île-d'Orléans
Pour les articles homonymes, voir Sainte-Famille.
Sainte-Famille-de-l'Île-d'Orléans est une municipalité canadienne au Québec, chef-lieu de la MRC de l'Île-d'Orléans, dans la région de la Capitale-Nationale.

## Toponymie
Elle est nommée en l'honneur de la Famille de Nazareth. La Commission de toponymie du Québec écrit à ce sujet : « Seule paroisse implantée sur l'île d'Orléans, à quelques kilomètres à l'est de Québec, de 1661 à 1679, connue à l'époque sous le nom de Paroisse de l'Île, La Sainte-Famille sera érigée canoniquement en 1684 et deviendra municipalité de paroisse sous l'appellation de La Sainte-Famille, Isle d'Orléans, en 1845, puis La Sainte-Famille, dix ans plus tard. »

## Histoire
La municipalité fait partie de l'ancienne seigneurie de l'Île-d'Orléans concédée à Jacques Castillon par la compagnie de la Nouvelle-France, le 15 janvier 1636. Sainte-Famille est la plus ancienne municipalité de l'île d'Orléans et c'est ici que l'on retrouve la plus importante concentration de maisons de pierres datant du régime français, notamment la Maison Drouin (≈1730) qui est une des seules à avoir été épargnée par les troupes du Général Wolfe en 1759.
Parmi les premiers colons, on retrouve les frères Baucher : baptisé le 3 octobre 1630 en l'église Saint-Martin à Montmorency en France, Guillaume Baucher (dit Montmorency) émigre en Nouvelle-France où, le 2 avril 1656, une terre de trois arpents lui est concédée à  Sainte-Famille où il décèdera le 26 octobre 1687. Ses descendants prirent le nom de Morency. Son jeune frère, René, émigra également au Canada.
En 1698, à la suite d'une crise économique, le Conseil souverain mit sur pied le Bureau des Pauvres de Sainte-Famille pour venir au secours des indigents.
Le 9 décembre 2017 la municipalité de la paroisse de Sainte-Famille change son nom et son statut pour celui de municipalité de Sainte-Famille-de-l'Île-d'Orléans.

## Géographie
La municipalité est située dans le nord-est de l'Île d'Orléans face au chenal de l'Île d'Orléans du fleuve Saint-Laurent.
À partir de son crénon, dans l'ouest, la rivière Pot au Beurre coule vers le sud-ouest jusqu'à son embouchure dans l'estuaire fluviale du Saint-Laurent dans Saint-Pierre-de-l'Île-d'Orléans.

## Démographie
| 1991 | 1996 | 2001 | 2006 | 2011 | 2016 | 2021 |
| ---- | ---- | ---- | ---- | ---- | ---- | ---- |
| 942  | 913  | 882  | 844  | 851  | 938  | 850  |

## Administration
Les élections municipales se font en bloc pour le maire et les six conseillers.
| Sainte-Famille-de-l'Île-d'Orléans Maires depuis 2001                                                                 |                      |         |          |
| Élection | Maire                | Qualité | Résultat |
| 2001 | Jean-Pierre Turcotte |         | Voir     |
| 2005 | Jean-Pierre Turcotte | Voir    |          |
| 2009 | Jean-Pierre Turcotte | Voir    |          |
| 2013 | Jean-Pierre Turcotte | Voir    |          |
| 2017 | Jean-Pierre Turcotte | Voir    |          |
| 2021 | Jean-Pierre Turcotte | Voir    |          |
| Élection partielle en italique Depuis 2005, les élections sont simultanées dans toutes les municipalités québécoises |                      |         |          |

## Galerie

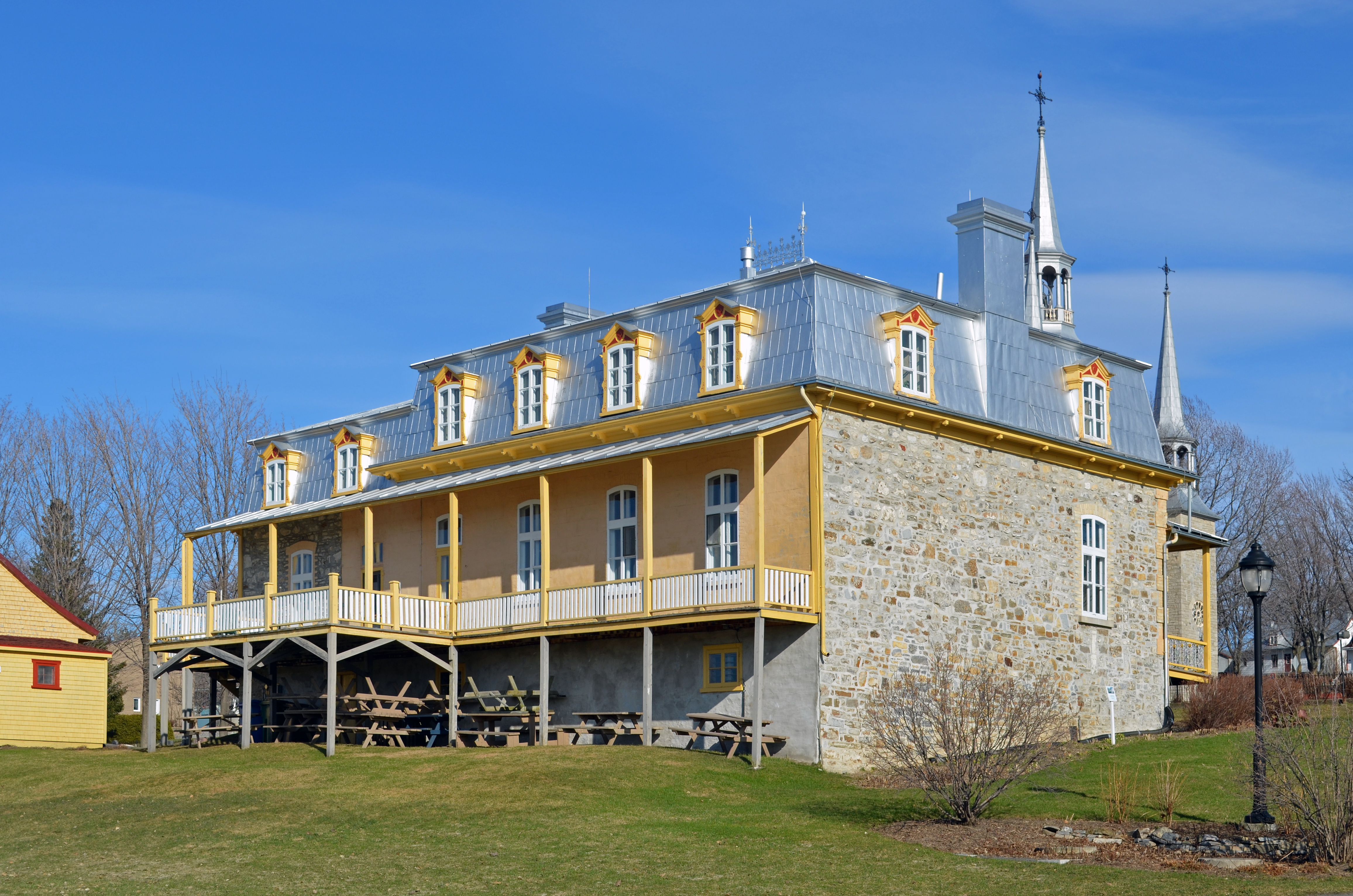
Le musée "Maison de nos Aïeux"
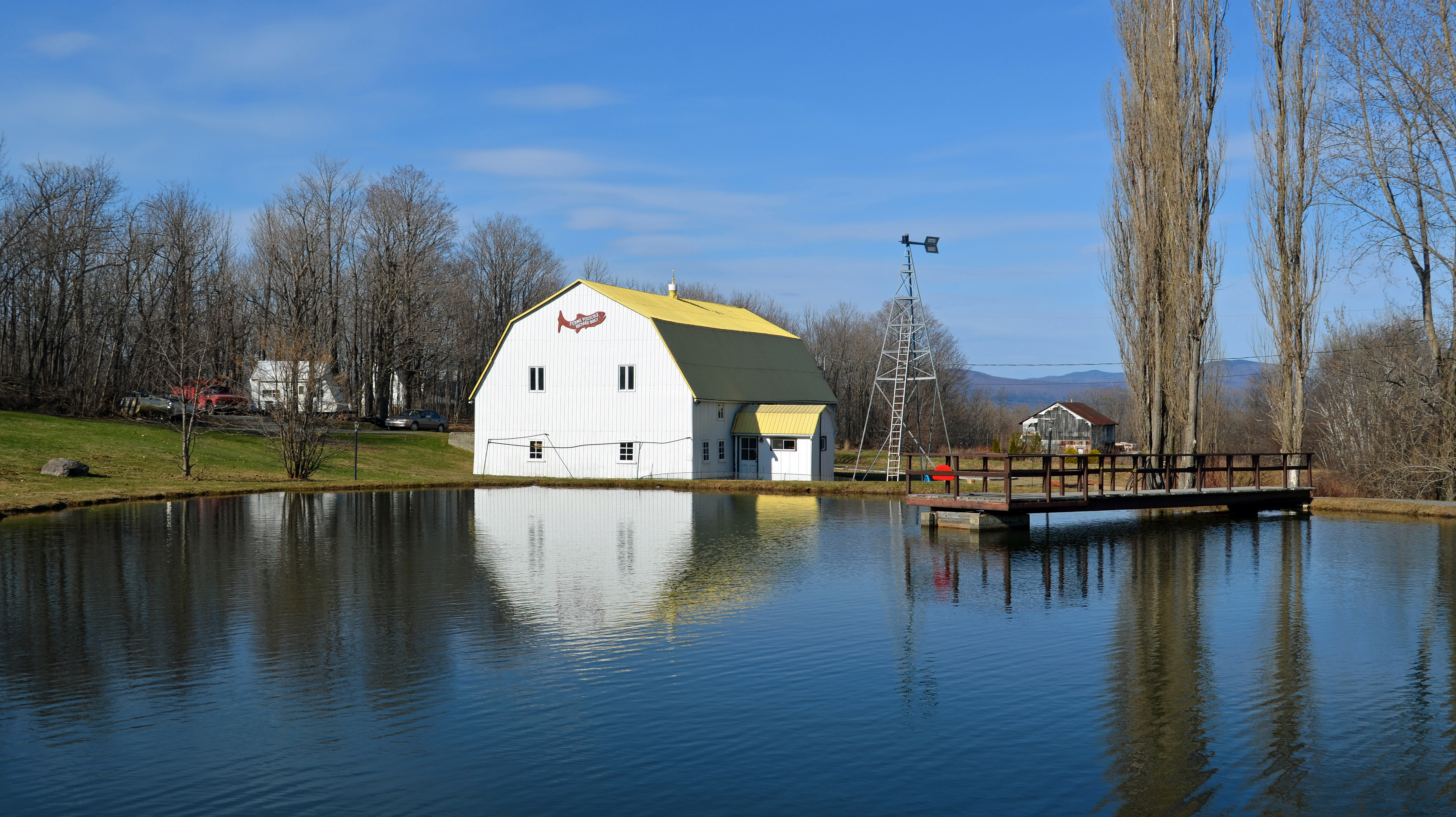
Ferme piscicole (truite)
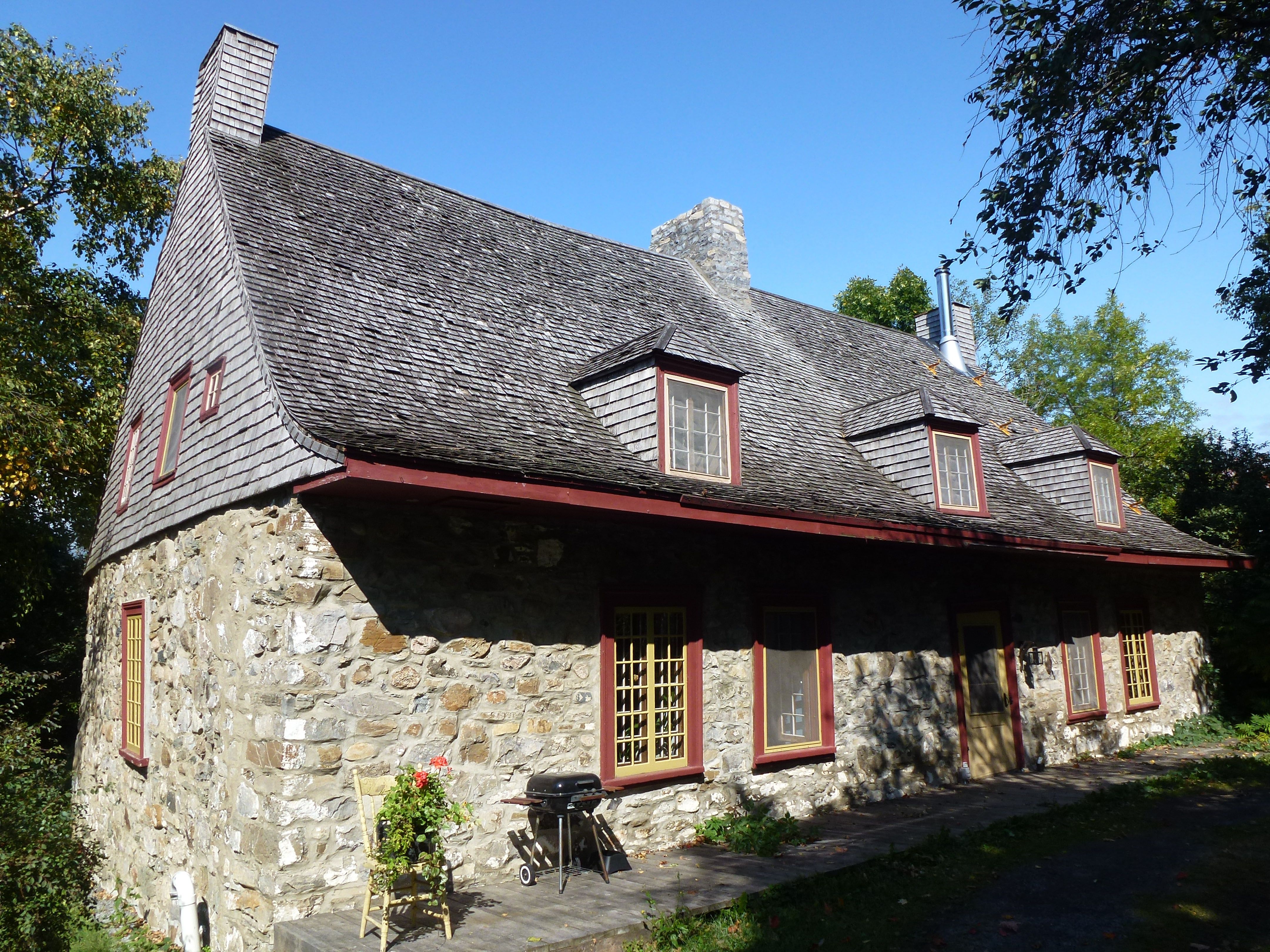
Maison Gagnon, 4403, chemin Royal
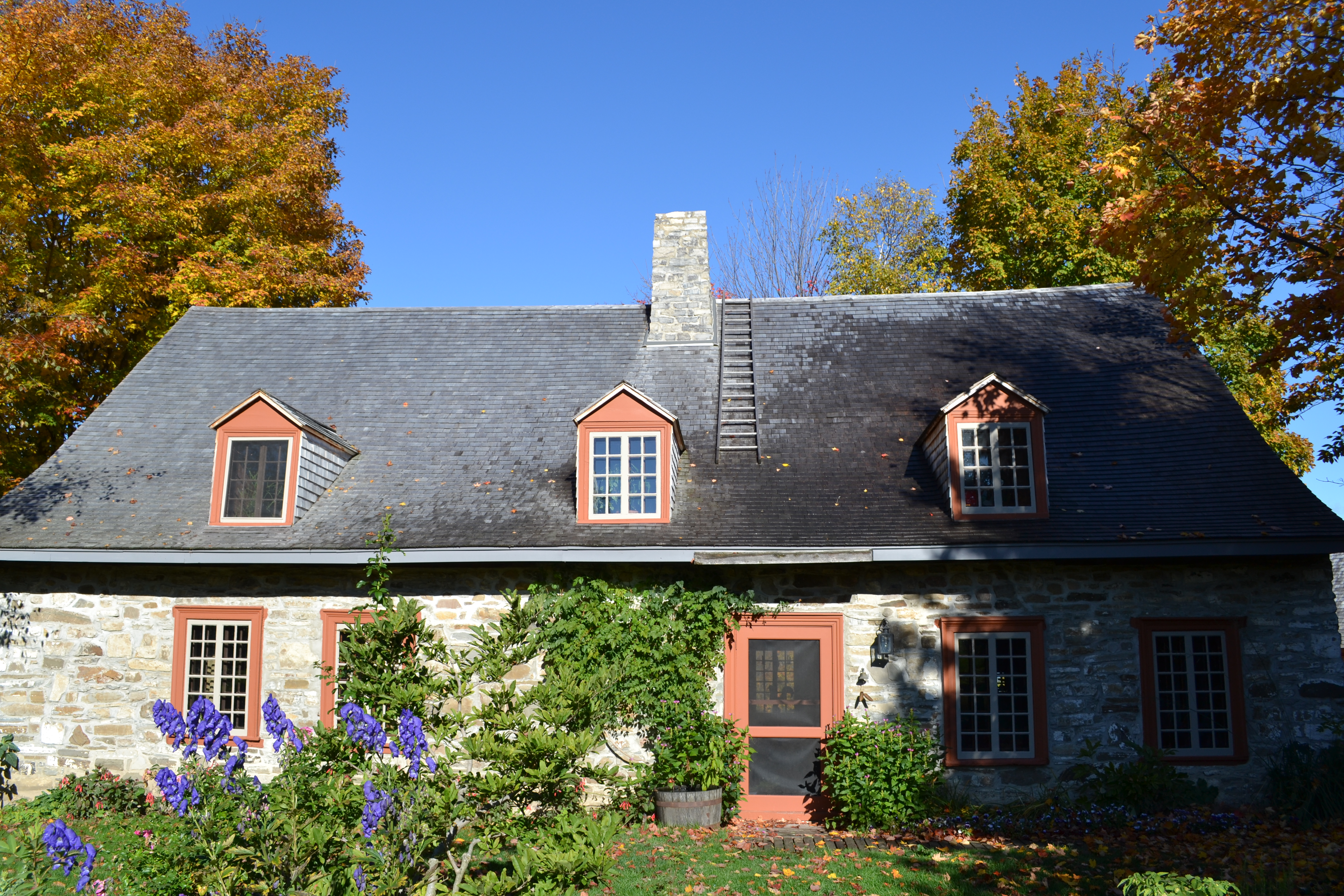
Maison Morisset, 4417, chemin Royal
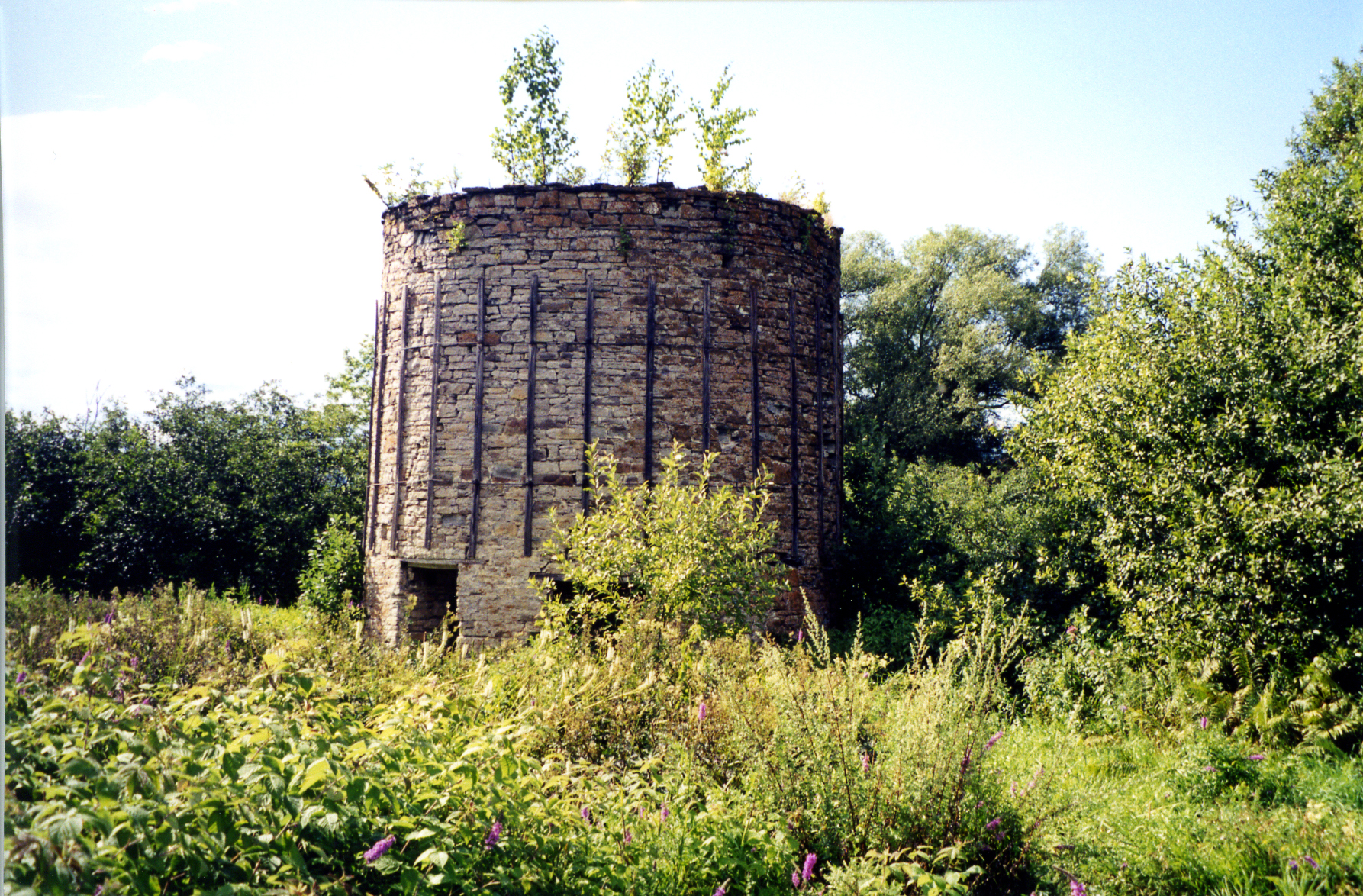
Moulin à vent
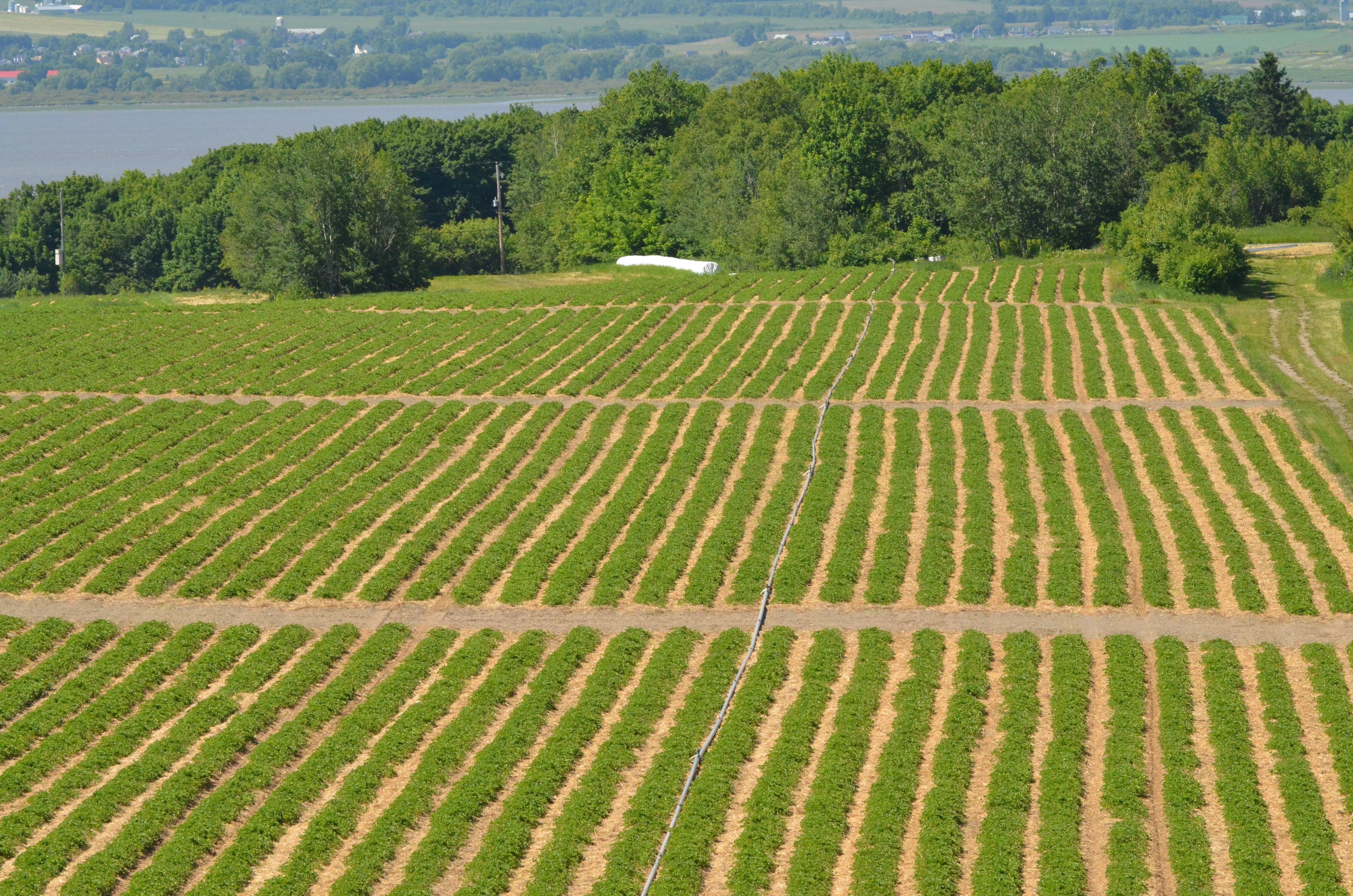
Champs de fraises